# MVP de la Lega Basket Serie A
El Lega Basket Serie A FIP MVP es el galardón concedido por la liga italiana al mejor jugador de la temporada regular. Se concede desde 1993.

## Ganadores

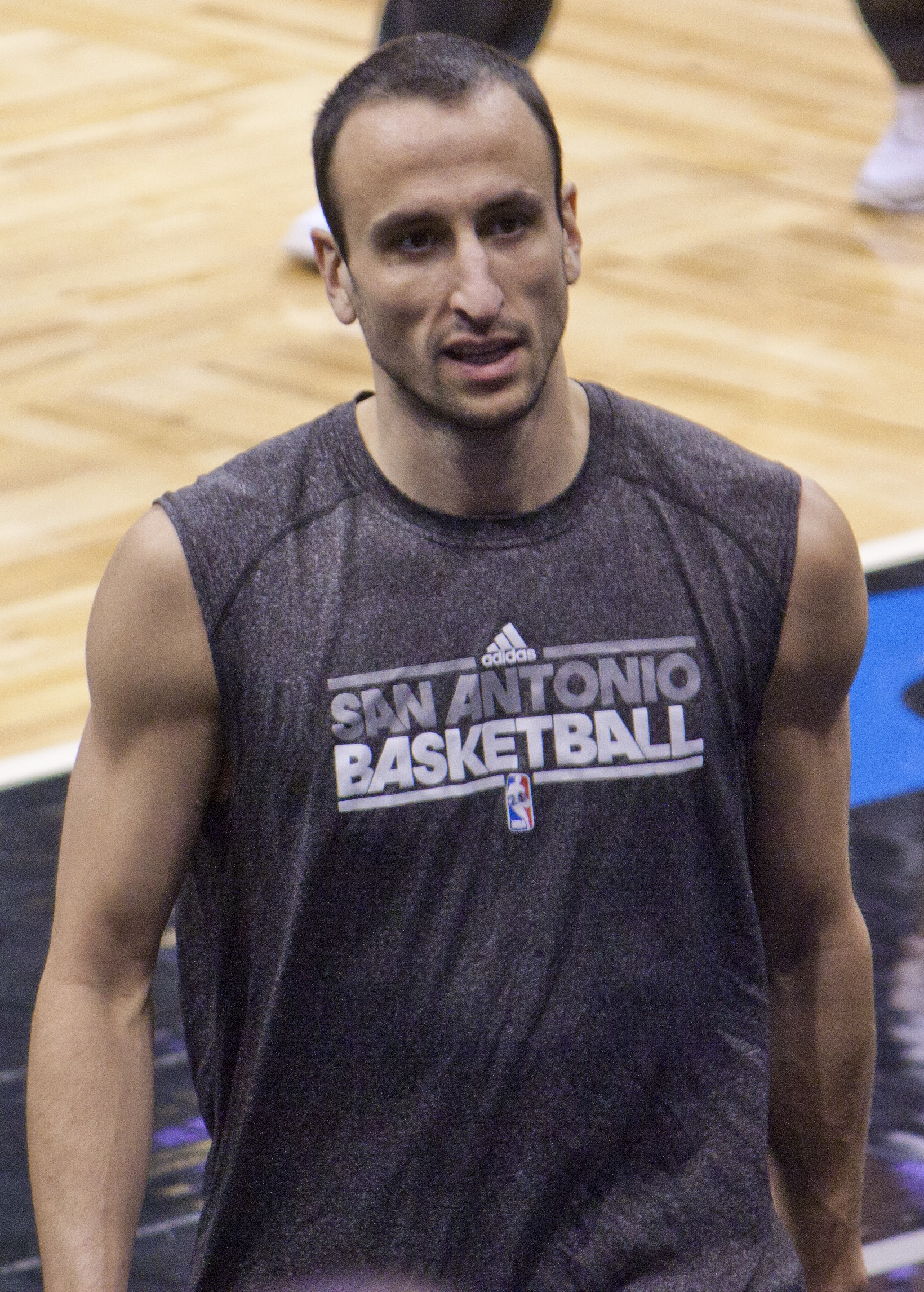
Manu Ginóbili ganó en dos ocasiones, en 2001 y 2002

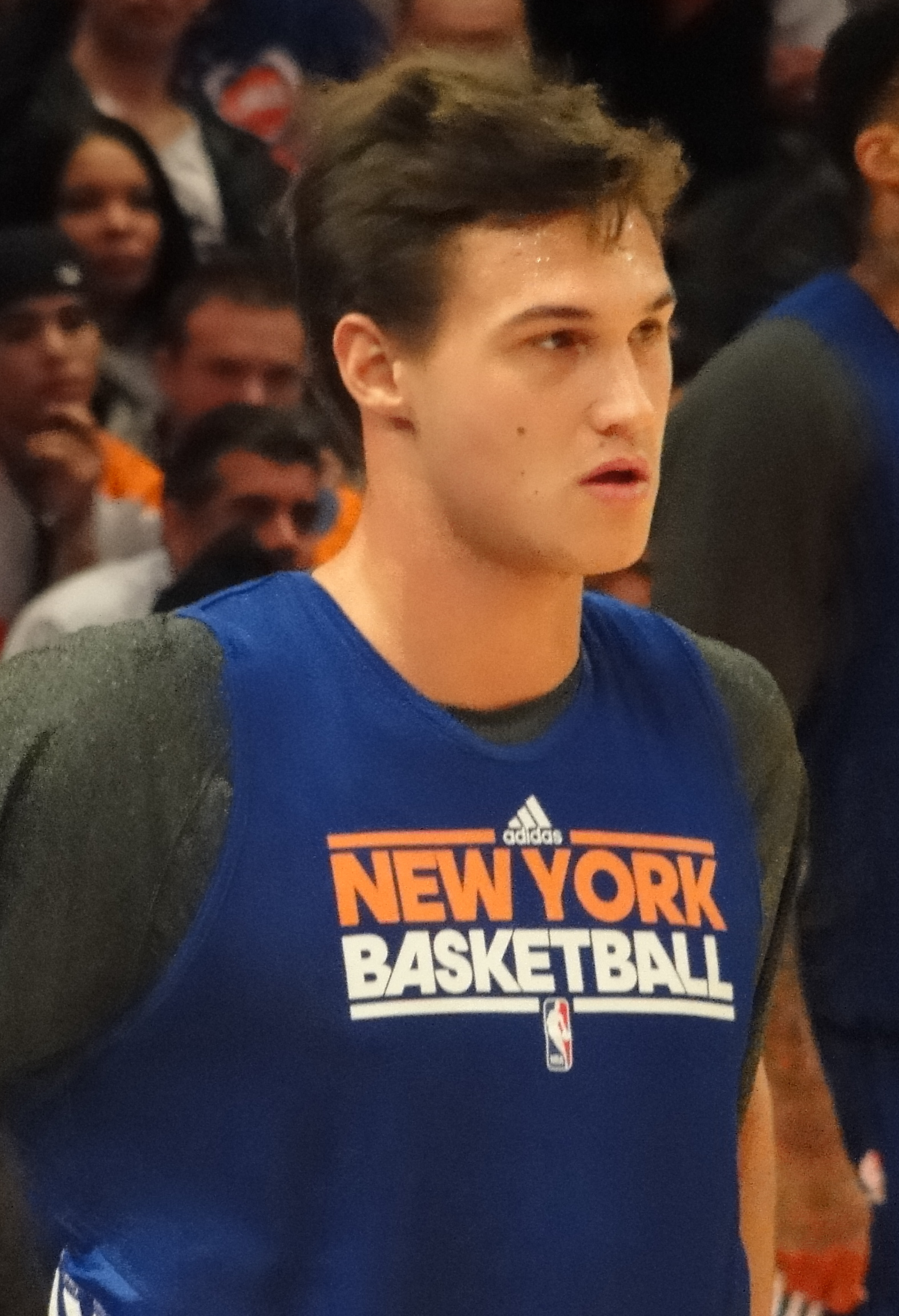
Danilo Gallinari fue nombrado MVP en 2008

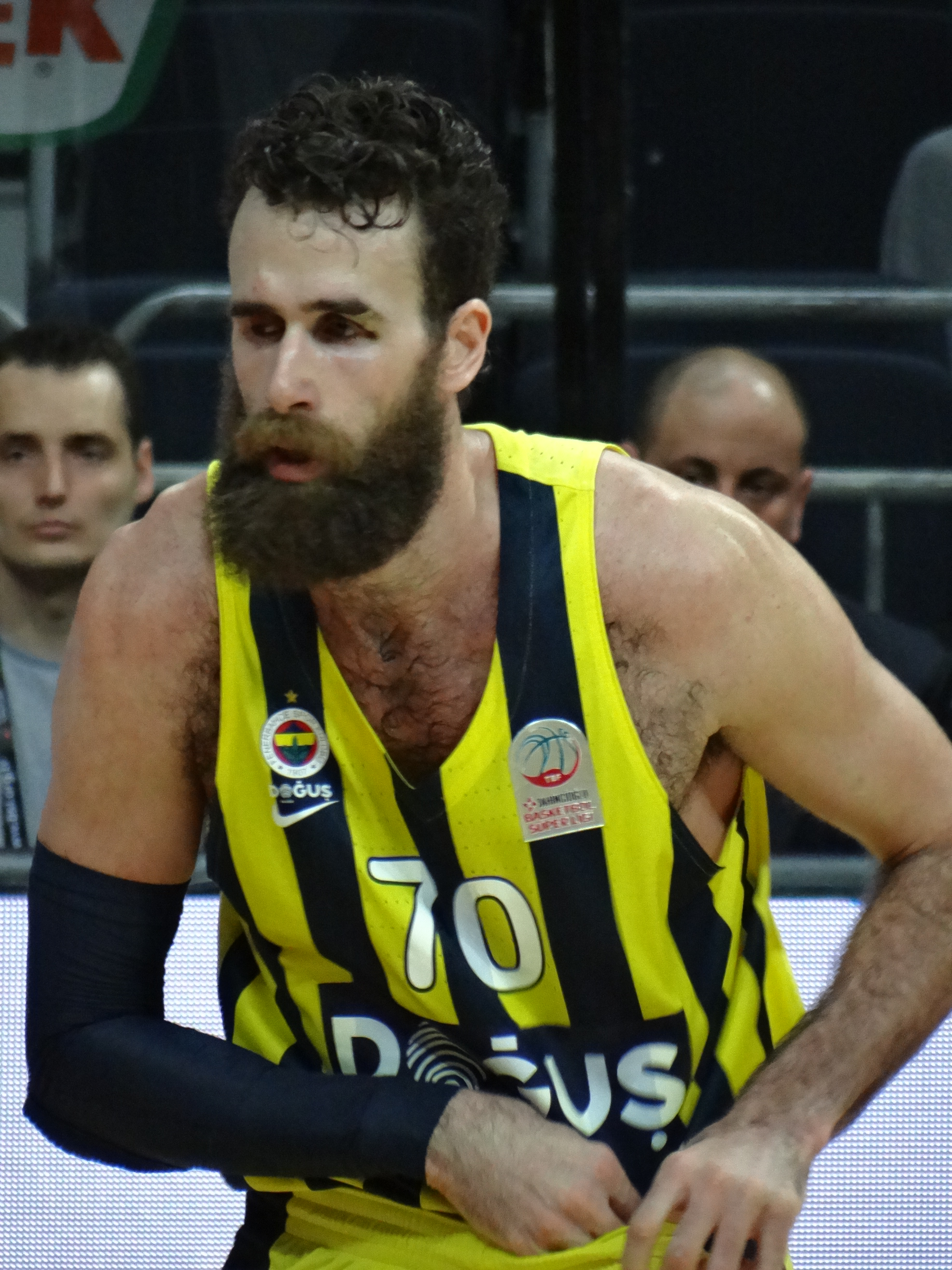
Luigi Datome ganó en 2013

| Temporada | Jugador                                      | Pos.                                         | Nacionalidad                                 | Equipo                                       | Ref(s)                                       |
| --------- | -------------------------------------------- | -------------------------------------------- | -------------------------------------------- | -------------------------------------------- | -------------------------------------------- |
| 1993-94   | Carlton Myers                                | Escolta                                      | Italia                                       | Scavolini Pesaro                             |                                              |
| 1994-95   | Stefano Rusconi                              | Pívot                                        | Italia                                       | Benetton Treviso                             |                                              |
| 1995-96   | Henry Williams                               | Escolta                                      | Estados Unidos                               | Benetton Treviso                             |                                              |
| 1996-97   | Carlton Myers (2)                            | Escolta                                      | Italia                                       | Teamsystem Bologna                           |                                              |
| 1997-98   | Sasha Danilović                              | Alero                                        | Yugoslavia                                   | Kinder Bologna                               |                                              |
| 1998-99   | Vincenzo Esposito                            | Escolta                                      | Italia                                       | Termal Imola                                 |                                              |
| 1999-00   | Vincenzo Esposito (2)                        | Escolta                                      | Italia                                       | Lineltex Imola                               |                                              |
| 2000-01   | Manu Ginóbili                                | Escolta                                      | Argentina                                    | Kinder Bologna                               |                                              |
| 2001-02   | Manu Ginóbili (2)                            | Escolta                                      | Argentina                                    | Kinder Bologna                               |                                              |
| 2002-03   | Massimo Bulleri                              | Base                                         | Italia                                       | Benetton Treviso                             |                                              |
| 2003-04   | Gianluca Basile                              | Escolta                                      | Italia                                       | Skipper Bologna                              |                                              |
| 2004-05   | Massimo Bulleri (2)                          | Base                                         | Italia                                       | Benetton Treviso                             |                                              |
| 2005–06   | Lynn Greer                                   | Base                                         | Estados Unidos                               | Carpisa Napoli                               |                                              |
| 2006–07   | Terrell McIntyre                             | Base                                         | Estados Unidos                               | Montepaschi Siena                            |                                              |
| 2007–08   | Danilo Gallinari                             | Alero                                        | Italia                                       | Armani Jeans Milano                          |                                              |
| 2008–09   | Terrell McIntyre (2)                         | Base                                         | Estados Unidos                               | Montepaschi Siena                            |                                              |
| 2009-10   | Romain Sato                                  | Alero                                        | República Centroafricana                     | Montepaschi Siena                            |                                              |
| 2010-11   | Omar Thomas                                  | Alero                                        | Estados Unidos                               | Air Avellino                                 |                                              |
| 2011-12   | Bo McCalebb                                  | Base                                         | Estados Unidos                               | Montepaschi Siena                            | [ 1 ]                                        |
| 2012-13   | Luigi Datome                                 | Alero                                        | Italia                                       | Acea Roma                                    | [ 2 ]                                        |
| 2013-14   | Drake Diener                                 | Escolta                                      | Estados Unidos                               | Banco di Sardegna Sassari                    | [ 3 ]                                        |
| 2014-15   | Tony Mitchell                                | Alero                                        | Estados Unidos                               | Dolomiti Energia Trento                      | [ 4 ]                                        |
| 2015-16   | James Nunnally                               | Alero                                        | Estados Unidos                               | Sidigas Avellino                             | [ 5 ]                                        |
| 2016-17   | Marcus Landry                                | Alero                                        | Estados Unidos                               | Brescia Leonessa                             | [ 6 ]                                        |
| 2017-18   | Jason Rich                                   | Escolta                                      | Estados Unidos                               | Sidigas Avellino                             | [ 7 ]                                        |
| 2018-19   | Drew Crawford                                | Alero                                        | Estados Unidos                               | Vanoli Cremona                               | [ 8 ]                                        |
| 2019-20   | No se concedió debido a la pandemia COVID-19 | No se concedió debido a la pandemia COVID-19 | No se concedió debido a la pandemia COVID-19 | No se concedió debido a la pandemia COVID-19 | No se concedió debido a la pandemia COVID-19 |
| 2020-21   | Stefano Tonut                                | Base                                         | Italia                                       | Reyer Venezia                                | [ 9 ]                                        |
| 2021-22   | Amedeo Della Valle                           | Escolta                                      | Italia                                       | Pallacanestro Brescia                        | [ 10 ]                                       |
| 2022–23   | Colbey Ross                                  | Base                                         | Estados Unidos                               | Pallacanestro Varese                         | [ 11 ]                                       |
| 2023–24   | Marco Belinelli                              | Escolta                                      | Italia                                       | Virtus Bologna                               | [ 12 ]                                       |